# Perdagangan I
Perdagangan I is een bestuurslaag in het regentschap Simalungun van de provincie Noord-Sumatra, Indonesië. Perdagangan I telt 8695 inwoners (volkstelling 2010).